# Américium 242m
table
L'américium 242m, noté 242mAm, est un isomère nucléaire de l'isotope de l'américium dont le nombre de masse est égal à 242 : son noyau atomique compte 95 protons et 147 neutrons avec un spin 5- pour une masse atomique de 242,059 55 g/mol. Il est caractérisé par un excès de masse de 55 469,7 ± 1,8 keV et une énergie de liaison nucléaire par nucléon de 7 534,98 keV.

## Radioactivité
Ce radioisotope a une période radioactive d'environ 141 ans, se désintégrant selon trois voies principales :
- une transition isomérique en 242Am avec un rapport de branchement (probabilité) de 99,54 % et une énergie de transition de 48,6 keV ;
- une désintégration α en neptunium 238 avec un rapport de branchement de 0,46 % et une énergie de désintégration de 5,64 MeV ;
- une fission spontanée avec un rapport de branchement inférieur à 5 × 10−11, correspondant à une période de (9,5 ± 3,5) × 1011 années[4].

L'américium 242 (spin 1-) résultant de la transition isomérique, noté 242Am, est l'un des rares noyaux atomiques dont l'état fondamental est moins stable que l'un de ses états excités ; il se désintègre en effet avec une période radioactive d'à peine 16 heures :
- en curium 242 avec une probabilité de 82,7 % par désintégration β− ;
- en plutonium 242 avec une probabilité de 17,3 % par capture électronique.

## Isotope fissile
Avec son nombre impair de neutrons, l'américium 242m est un isotope fissile émettant en moyenne 3,6 neutrons par fission et présentant une section efficace d'au moins 6 000 b aux neutrons thermiques. Sa masse critique est particulièrement faible, de l'ordre de 3 à 15 kg selon la variété et la configuration du matériau, ce qui la place de l'ordre de celle du plutonium 239 (une dizaine de kilogrammes).

## Application possible à la propulsion nucléaire
Ces propriétés ont conduit des chercheurs de l'Université Ben-Gourion du Néguev à proposer en 2000 un mode de propulsion spatiale fondé sur la fission de films minces d'américium 242m, rendue possible par la faible masse critique de cet isotope fissile, concept largement étudié depuis en raison du raccourcissement significatif du délai de navigation — par exemple, vers Mars — de cette technologie et donc de ses potentialités en matière de vols habités lointains,.
La propulsion par fragments de fission tire notamment partie de la faible masse critique de l'américium 242m dans le cadre de réacteurs embarqués de taille raisonnable, comme ceux conceptualisés au Laboratoire national de l'Idaho et au Laboratoire national de Lawrence Livermore. La mise en œuvre éventuelle de tels concepts se heurte néanmoins au coût de revient prohibitif de l'américium 242m dès qu'il s'agit d'en produire en quantité significative avec un degré suffisant de pureté pour une utilisation de ce type.
|  |  |

## Articles liés
- Américium
- Isotope fissile
- Table des isotopes
- Propulsion par fragments de fission

| 1 | H  |    |    |    |    |    |    |    |    |    |    |    |    |    |    |    |    |    |    |    |    |    |    |    |    |    |    |    |    |    |    | He |
| 2 | Li | Be |    |    |    |    |    |    |    |    |    |    |    |    |    |    |    |    |    |    |    |    |    |    |    |    | B  | C  | N  | O  | F  | Ne |
| 3 | Na | Mg |    |    |    |    |    |    |    |    |    |    |    |    |    |    |    |    |    |    |    |    |    |    |    |    | Al | Si | P  | S  | Cl | Ar |
| 4 | K  | Ca |    |    |    |    |    |    |    |    |    |    |    |    |    |    | Sc | Ti | V  | Cr | Mn | Fe | Co | Ni | Cu | Zn | Ga | Ge | As | Se | Br | Kr |
| 5 | Rb | Sr |    |    |    |    |    |    |    |    |    |    |    |    |    |    | Y  | Zr | Nb | Mo | Tc | Ru | Rh | Pd | Ag | Cd | In | Sn | Sb | Te | I  | Xe |
| 6 | Cs | Ba | La | Ce | Pr | Nd | Pm | Sm | Eu | Gd | Tb | Dy | Ho | Er | Tm | Yb | Lu | Hf | Ta | W  | Re | Os | Ir | Pt | Au | Hg | Tl | Pb | Bi | Po | At | Rn |
| 7 | Fr | Ra | Ac | Th | Pa | U  | Np | Pu | Am | Cm | Bk | Cf | Es | Fm | Md | No | Lr | Rf | Db | Sg | Bh | Hs | Mt | Ds | Rg | Cn | Nh | Fl | Mc | Lv | Ts | Og |